# Salvador Pineda
Salvador Pineda Popoca (Huetamo estado de Michoacán, 16 de junho de 1952) é um ator mexicano de televisão e teatro. Salvador Pineda foi casado com a atriz venezuelana Mayra Alejandra.

## Biografia
Salvador Pineda iniciou sua carreira de ator no fim da década de 1970, ele é lembrado, entre outras coisas, por seus trabalhos em muitas telenovelas da Televisa, sempre se destacando como vilão nas histórias, incluindo Colorina de 1980, onde atuou juntamente com Lucía Méndez, e em Pequena Mi Soledad de 1990, com Verónica Castro, ambas tiveram grande sucesso. Ele também é reconhecido por atuar na telenovela Tú o Nadie em 1985 novamente com Lucía Méndez e Andrés García. Pineda e García, foram considerados dois dos mais sexy da TV Latina em meados da década de 1980, aparecendo várias revistas vendidas em toda a América Latina.
No ano de 2002, ele vao para Los Angeles para fazer parte do elenco dea telenovela Te amare en silencio que foi uma telenovela original da Univision, mais devido ao fracasso da telenovela se muda para Miami e gravar a telenovela Inocente de ti, primeira da Televisa produzida e ambientada fora do México.
No ano de 2008 Salvador Pineda regressa as teleovelas da Telemundo, após anos de ausência, já que atuaou na telenovela Guadalupe em Miami, e também da telenovela El juramento de 2008 que foi gravada no México. Essa telenovela é um remake de La mentira do ano de 1998 que ele também atuou, com personagens destintos.
Regressa as telenovelas mexicanas em 2009 no remake de Corazón salvaje interpretando Arcadio, nos capitulos iniciais até a metade da trama, porque seu personagem se ausenta por um tempo, para regressar nos capítulos finais da telenovela.
Em 2010 ele volta para rede Telemundo, onde atua no elenco da telenovela La Reyna del Sur, protagonizada por Kate del Castillo.

## Trajetória

### Telenovelas
- Me atrevo a amarte (2025) - Dionisio Paz Chavarria
- En tierras salvajes (2017) - Amador Morellos
- Muchacha italiana viene a casarse (2014-2015) - Dante Davalos
- Qué bonito amor (2012-2013) - Don Concho Hernández
- El Triunfo del Amor (2010-2011) - Rodolfo Padilla
- Corazón salvaje (2009-2010) - Arcadio
- El juramento (2008) - Padre Salvador
- Inocente de ti (2004-2005) - Rubén Gonzales
- La hija del jardinero (2003) - Esteban
- El país de las mujeres (2002) - Aquiles
- Golpe bajo (2000) - Andrés Carranza
- Besos prohibidos (1999) - Felipe
- La mentira (1998) - Dr. Francisco Moguel
- Esmeralda (1997) - Dr. Lúcio Maláver
- Morelia (1995-1996) - Federico Campos Miranda
- Guadalupe (1993-1994) - Antonio
- El abuelo y yo (1992) - Lic. Castillo
- Mi pequeña Soledad (1990) - Gerardo
- El Magnate (1990) - Rodrigo
- Mi nombre es Coraje (1988) - Jerónimo
- Como la hiedra (1987) - Lorenzo 'El Tigre' Navarro
- El camino secreto (1986-1987) - David
- Tú o nadie (1985-1986) - Maximilliano Albenis
- Coralito (1983)
- Bianca Vidal (1983) - José Miguel
- El derecho de nacer (1981-1982) - Alfredo Martínez
- Soledad (1980) - Andrés Sánchez Fuentes
- Colorina (1980) - Enrique
- J.J. Juez (1979) - Martin
- Lágrimas negras (1979)
- Ladronzuela(1978) - Gabriel
- Rosalía (1978) - Leonel
- Rina (1977) - El Nene

### Teatro
- Doce hombres en pugna

### Séries
- Mujeres Asesinas (2009) - Mario Domínguez